# Platja de la Pixerota
La platja de la Pixerota és una platja semi-natural del municipi de Mont-roig del Camp (Baix Camp), situada en un entorn residencial, amb un càmping a la part posterior i camps de cultiu. Limita al sud amb la Punta de la Pixerota, on desemboca el barranc de la Pixerota, que dona nom a la platja, i al nord limita amb un espigó que la separa de la platja de Riudecanyes. Orientada al sud-est, té una longitud de 1.877 metres i una amplada mitjana de 24 metres, formada per sorra fina i daurada entre els espigons a la zona sud, i de còdols a la zona nord. Disposa de servei de socorrisme, lloguer de tendals i gandules, lavabos i guingueta.
L'Agència Catalana de l'Aigua efectua un control setmanal de la qualitat de l'aigua, durant la temporada de bany, amb el resultat d'excel·lent. Fins a l'any 2021 va estar guardonada amb la Bandera Blava, que reconeix internacionalment la qualitat de l'aigua i serveis.
Era la platja preferida de Joan Miró, on baixava des del seu mas i on dibuixava les seves conegudes estrelles mironianes. Hi va pintar les seves primeres obres pictòriques 'Platja de Mont-roig'. Recentment s'hi ha instal·lat un tòtem al lloc on es creu que Joan Miró pintà el quadre.
A la Punta de la Pixerota hi ha 2 búnquers tocant a l'aigua, que eren nius de metralladora de la Guerra Civil espanyola.

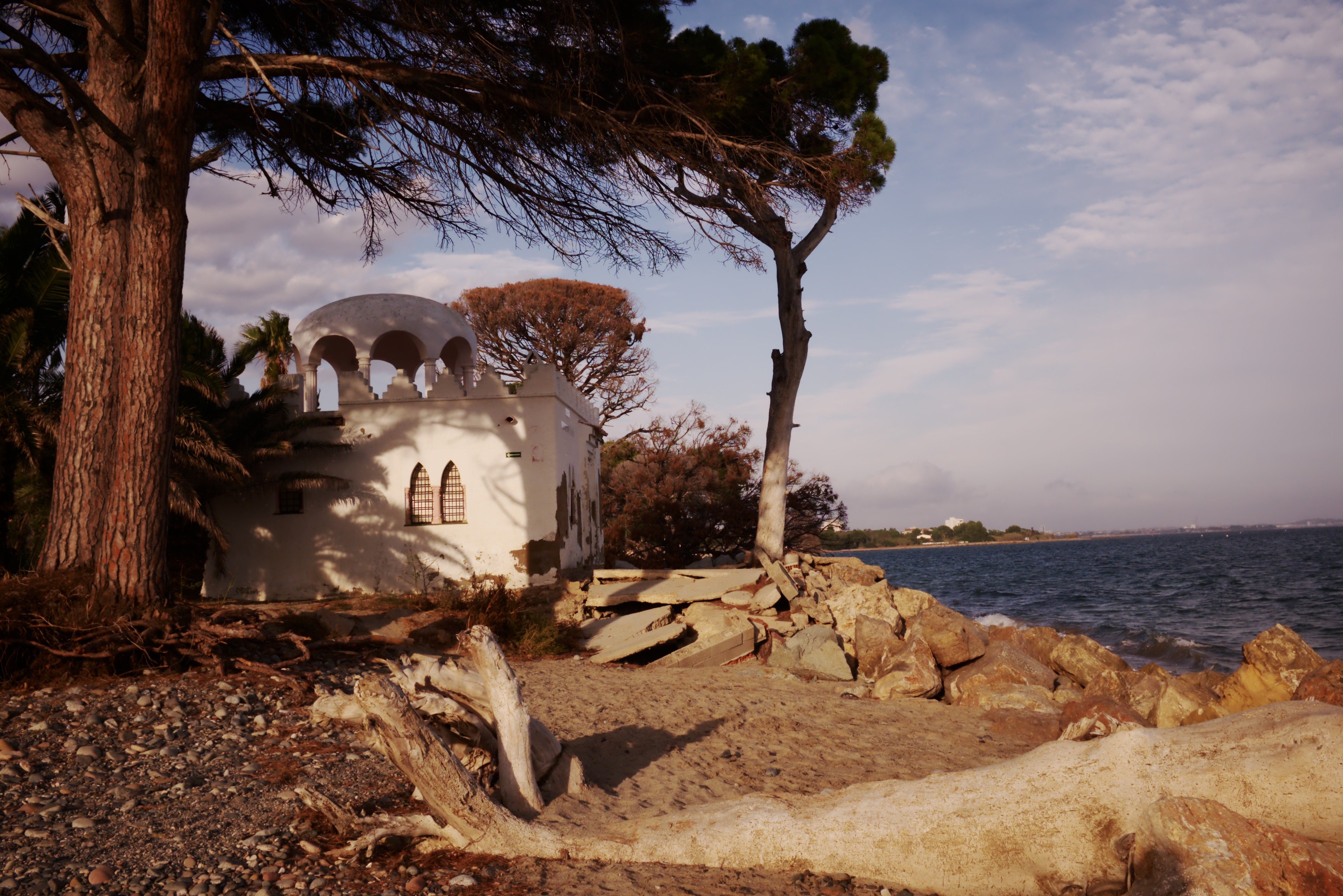
Imatge de la 'casa del Moro', ara enderrocada

El 2021 s'enderrocà l'anomenada 'casa del Moro', situada molt a prop de l'aigua, que va quedar malmesa pel temporal Gloria, i es van enretirar les roques de l'escullera que la protegien, guanyant així 200 metres més de sorra a la platja.